# Obłocznik samotny
Obłocznik samotny (Crateromys australis) – gatunek ssaka z podrodziny myszy (Murinae) w obrębie rodziny myszowatych (Muridae), znany wyłącznie z wyspy Dinagat na Filipinach.

## Taksonomia
Gatunek po raz pierwszy zgodnie z zasadami nazewnictwa binominalnego opisał w 1985 roku amerykańsko-filipiński zespół teriologów (Amerykanie Guy G. Musser i Lawrence R. Heaney oraz Filipińczyk Dioscoro S. Rabor) na podstawie pojedynczego osobnika schwytanego między 1974 a 1975 i nadając mu nazwę Crateromys australis. Holotyp pochodził z Balitbiton, w Loreto, w filipińskiej prowincji Surigao del Norte, na wyspie Dinagat. 
C. australis został opisany na podstawie jednego okazu, który bardzo różni się od innych gatunków z rodzaju Crateromys i posiada pewne cechy Batomys. Potrzeba więcej badań i okazów. Autorzy Illustrated Checklist of the Mammals of the World uznają ten takson za gatunek monotypowy.

### Etymologia
Nazwa łacińska Crateromys pochodzi od stgr. κρατερός krateros – silny oraz μῦς mus μυoς muos – mysz. Epitet gatunkowy łac. australis oznacza „południowy”, od auster, austri „południe”, jako że zwierzę to żyje znacznie dalej na południe niż dwa wcześniej opisane gatunki z rodzaju. W wydanej w 2015 roku przez Muzeum i Instytut Zoologii Polskiej Akademii Nauk publikacji „Polskie nazewnictwo ssaków świata” gatunkowi nadano nazwę obłocznik samotny.

## Występowanie
Obłocznik samotny jest filipińskim endemitem. Jest znany z pojedynczych okazów, zdjęcia i filmu nagranego w 2012 roku. Gatunek ten może występować także na sąsiednich wyspach Siargao i Bucas, podobnie jak szczurojeż złotokolcy (Podogymnura aureospinula), który dawniej także był znany tylko z Dinagat. Mieszkańcy Siargao informowali badaczy o występowaniu podobnych nadrzewnych gryzoni, ale jak dotąd nie udało się tego potwierdzić.
Holotyp gatunku pochodził z zaburzonego ludzką działalnością nizinnego lasu, w którym trwała wycinka drzew. Drugi osobnik został zaobserwowany w objętym częściową ochroną lesie w gminie Loreto (prowincja Dinagat Islands). Osobnik z San Jose prawdopodobnie był trzymany jako zwierzę domowe.

## Budowa
Jest to średniej wielkości gryzoń. Holotyp to dorosły samiec, jego ciało wraz z głową ma długość 265 mm, ogon 281 mm, a tylna stopa 54 mm. Ma masywne ciało i długi, trójkolorowy ogon. Futro grzbietu jest szorstkie, wierzch ciała jest brunatny z dodatkiem czerni. Włosy są rudobrązowe na całej długości lub tylko przy końcu, mają 20–25 mm długości na ciele i 10–15 mm na głowie. Nieznacznie dłuższe czarne włosy występują najobficiej wzdłuż kręgosłupa, a ich liczba maleje na bokach ciała. Nie występują u nasady ogona i po bokach głowy. Wokół oczu widoczna jest ciemna obwódka skóry, otoczona pierścieniem bladobrązowych włosów. Podszerstek grzbietu tworzą krótsze (5–10 mm), szare włosy. Spód ciała jest jasny rudobrązowy, szyja i pierś są nieco jaśniejsze niż reszta. Włosy są krótsze niż na grzbiecie (8–12 mm). Uszy są małe, okrągłe. Nasada ogona (30 mm) jest ubarwiona podobnie do grzbietu, resztę pokrywają krótkie (15–20 mm) szczeciniaste włosy o dwóch kontrastujących kolorach. Środkowy fragment ogona jest czarny, a fragment końcowy jest biały.

## Tryb życia
Obłocznik samotny prawdopodobnie prowadzi nadrzewny, nocny tryb życia. Żywe zwierzę było obserwowane po zachodzie Słońca w gęstym listowiu.

## Populacja i zagrożenia
Obłocznik samotny jest słabo poznanym gatunkiem, nie wiadomo jak duże są jego liczebność i zasięg występowania. Zagrożenie dla tego gatunku stanowi utrata siedlisk, ze względu na wylesianie i wydobycie surowców, jako że żaden obszar wyspy nie jest chroniony na szczeblu państwowym. Międzynarodowa Unia Ochrony Przyrody obecnie nie przydzieliła obłocznikowi samotnemu kategorii zagrożenia; w poprzednim wydaniu Czerwonej księgi gatunków zagrożonych (2008) był uznany za gatunek krytycznie zagrożony.